# Chad Forcier
Chad Forcier (1973–) amerikai kosárlabdaedző, 2024-től a Phoenix Suns edzőhelyettese.

## Pályafutása
1995-ben szerzett diplomát a Seattle Pacific Universityn. 1992-ben négy szezonra a Seattle SuperSonics gyakornoka lett, 1994 és 1997 között pedig a kirklandi iskola edzőhelyettese volt. 1997 és 2000 között az Oregoni Állami Egyetem, 2000–2001-ben pedig a Portlandi Egyetem munkatársa volt.
2001 és 2003 között a Detroit Pistonsnál, 2003 és 2007 között pedig az Indiana Pacersnél volt Rick Carlisle helyettese. 2007 és 2016 között a San Antonio Spurs játékosfejlesztési edzője volt. 2016. június 29-én az Orlando Magic, 2018. június 15-én pedig a Memphis Grizzlies helyettese lett. 2019 és 2023 között a Milwaukee Bucks munkatársa volt. Mike Budenholzer távozását követően egy szezonra a Utah Jazz munkatársa volt, majd Budenholzert követte a Phoenix Sunshoz.

## Családja
Fivére, Todd a Kentucky Wildcats férfikosárlabda-csapatának erőnléti edzője; lánytestvére, Jade Hayes a bellevue-i katolikus középiskola lánycsapatának kosárlabdaedzője.

## Fordítás
- Ez a szócikk részben vagy egészben  a   Chad Forcier című angol Wikipédia-szócikk ezen változatának fordításán alapul.  Az eredeti cikk szerkesztőit annak laptörténete sorolja fel. Ez a jelzés csupán a megfogalmazás eredetét és a szerzői jogokat jelzi, nem szolgál a cikkben szereplő információk forrásmegjelöléseként.